# Раевский, Владимир Абрамович
Владимир Абрамович Раевский (6 июля 1938, Москва — 8 декабря 2020) — советский государственный деятель, последний руководитель Министерства финансов СССР (в статусе и. о. министра).
Автор работ по экономике и финансам; учебников «Анализ финансово-хозяйственной деятельности» (1981,1988), «Экономика и финансы производственных объединений (предприятий)» (1987), автор и редактор.

## Биография
Родился 6 июля 1938 года в Москве. Отец — Абрам Шахнович Фридман (1904—1963), мать — Антонина Вячеславовна Раевская (1907—1983).
Во время Великой Отечественной войны с матерью находился в эвакуации в городе Кинешме у её родственников, откуда они вернулись в Москву в октябре 1942 года. В период эвакуации семья распалась.
В Москве Владимир окончил среднюю школу. В 1961 году окончил Московский государственный экономический институт (ныне Российский экономический университет имени Г. В. Плеханова), после чего около года работал экономистом в Министерстве финансов РСФСР. В 1962 году переведён в Министерство финансов СССР, где до 1965 года работал экономистом и старшим экономистом. С 1965 года находился на руководящих постах, в том числе в 1974—1989 годах был начальником различных управлений Министерства финансов СССР.
В 1989—1992 годах — заместитель и первый заместитель министра финансов СССР. 21 августа 1991 года был назначен исполняющим обязанности Министра финансов СССР. Руководил министерством вплоть до его ликвидации 4 февраля 1992 года в связи с распадом СССР.
В 1992—1995 годах Раевский был первым вице-президентом «Нефтехимбанка». С 1995 по 2007 годы — президент аудиторской фирмы «Международный консультативно-правовой центр по налогообложению». В 1997 году являлся президентом инвестиционного банка «Восток-Запад».
С 1976 года — кандидат экономических наук (окончил аспирантуру ВЗФЭИ), с 1991 года — доктор экономических наук. В 1993 году ему было присвоено звание профессора. Научно-преподавательскую деятельность вёл во Всесоюзном заочном финансово-экономическом институте и Академии бюджета и казначейства.
С 1992 года Владимир Абрамович Раевский работал вице-президентом Вольного-экономического общества России (ВЭО). В последнее время являлся членом Сената — Совета старейшин ВЭО; также член Международного союза экономистов, учёный секретарь Международной академии менеджмента.
Скончался 8 декабря 2020 года. Похоронен на Николо-Архангельском кладбище в Балашихе Московской области (участок 48).

### Личная жизнь
Проживал в Москве, разведён (с 1993 года), имел сына Владимира (род. 1971) и пятерых внуков.